# Flemmingen (Naumburg)
Flemmingen ist ein Ortsteil von Naumburg (Saale) und liegt im Burgenlandkreis in Sachsen-Anhalt.

## Lage
Es liegt etwa 1 km südwestlich vor Naumburg nach den Saaleanhöhen auf einer höheren Geländeebene mit Lößböden.

## Geschichte
Kaiser Konrad II. schenkte am 26. September 1030 dem Bischof Kadeloh von Naumburg das Forstrecht in dem Buchenwald in der Nähe seiner Stadt (= Buchholz zwischen Flemmingen und Naumburg). Tribun war der alte slawische Ortsname, der im 12. Jahrhundert durch die holländische Kolonie Flemmingen verdrängt wurde. Im Jahre 1140 erfolgt die erste urkundliche Erwähnung der niederländischen Kolonie Hollandesium. 1154 wird die villa Tribune dicta hollandensem urkundlich erwähnt. Der Ortsname Flemmingen hat sich vermutlich aus dem Namen der Kolonisten den Flamländern, Flämingern entwickelt, denn 1152 erscheint Hollandini qui et Flamingi. Um 1160 gelangt der Ort unter Bischof Berthold II. in den Besitz des Klosters Pforta. Dies ist eine Folge des Tausches von Grund durch das Kloster Pforta, welches seine Besitzungen Steinbach, Stockheim und Dumerich zu Gunsten von Flemmingen und Tribun aufgibt. Der Name Tribun hielt sich noch bis zum Anfang des 13. Jahrhunderts und wurde dann bis Mitte des Jahrhunderts durch den Namen Flemyngin (1234), Flemingen (1250) endgültig abgelöst.
Ein sich nach dem Ort benennendes Ministerialengeschlecht, vermutlich aus der Line der bischöflichen Burgmannenfamilie von der Burg Schönburg, erscheint in Pfortaer und Naumburger Urkunden. Ein Hugo de Sconenberg (1161), der sich auch Hugo de Tribun (1172) nannte, wird urkundlich fassbar. Er vermachte 1187 seiner Frau und seinen Söhnen Hugo, Bodo, Adalbert und Hermann seinen Besitz in Flemmingen u. a. ein Weinberg, ein Gehölz, ein steinernes Haus mit dem Wirtschaftshofe daselbst. 1205 nennt sich ein Ritter Albert, vermutlich der Sohn des Hugo, nach dem Ort Tribun. Weitere Nennungen 1271 und 1277 mit dem Ritter Albert genannt von Flemingen und 1304 mit Conradus dictus de Vlemingen auf Flemmingen.
Von 1294 bis 1322 wird auch ein Herr Petrus, Pleban in Flemmingen urkundlich erwähnt.
1271 erteilte Landgraf Albrecht von Thüringen Pforta das Gericht über Flemmingen. Im Jahr 1352 verhängte Friedrich III. den Blutsbann über die Orte Flemmingen und Altenburg (Almrich). Dies führte zu einer immer größeren Abhängigkeit der beiden Dörfer von der Zisterzienserabtei Pforta. Hinsichtlich der landesherrlichen Hoheit gehörten beide Orte zunächst ins Kreisamt Eisenberg, welches bei der Leipziger Teilung 1485 an die Ernestiner, bei der Wittenberger Kapitulation 1547 an die Albertiner kam. Als das Kreisamt Eisenberg im Naumburger Vertrag 1554 wieder an die Ernestiner abgetreten wurde, trennte man die beiden Orte von diesem ab und unterstellte sie dem kursächsischen Amt Freyburg, von dem sie jedoch territorial getrennt lagen.  Die Gerichtsbarkeit über die beiden Orte lag nach der Auflösung des Klosters Pforta seit 1543 jedoch beim albertinischen Amt Pforta.
Im Jahre 1592 wurden die Orte Flemmingen und Altenburg (Almrich) zu einer Parochie vereint. Bis zum Jahr 1852 gehörten diese zur Parochie Eckartsberga. Durch die Beschlüsse des Wiener Kongresses kam Flemmingen 1815 zu Preußen und wurde 1816 dem Landkreis Naumburg im Regierungsbezirk Merseburg der Provinz Sachsen zugeteilt, zu dem der Ort bis zur Auflösung des Kreises 1932 gehörte.
Aufgrund der topografischen Höhenlage errichteten die Naumburger im Jahre 1915 an der Kohlenstraße einen Trinkwasserhochbehälter.
Am 1. April 1992 erfolgte die Eingemeindung des Ortes nach Naumburg.

## Persönlichkeiten
- Christian Ernst August Gröbel (1783–1854), Gymnasiallehrer und langjähriger Rektor der Dresdener Kreuzschule
- Johann Gottlob Judersleben (1830–1905), Offizier in der Preußischen Armee

## Sehenswürdigkeiten
- Der Bau der Ortskirche St. Lucia erfolgte Mitte des 12. Jahrhunderts. Im Inneren der Kirche befinden sich romanische Fresken und Würfelkapitelle sowie zahlreiche Wandmalereien und ein barocker Kanzelaltar.
- Friedenstein (Flemmingen), zwischen Almrich und Flemmingen gelegener Gedenkstein für die Opfer der Schlachten zwischen 1806 und 1813